# Lin Gaoyuan
Lin Gaoyuan (Shenzhen, 19 maart 1995) is een Chinese professioneel tafeltennisser. Hij speelt linkshandig met de shakehandgreep.

## Belangrijkste resultaten
- Eerst plaats met het Chinese team op de wereldkampioenschappen in 2018
- Derde plaats op de wereldkampioenschappen (mannendubbel) met landgenoot Liang Jingkun in 2019
- Derde plaats op de wereldkampioenschappen (mannendubbel) met landgenoot Liang Jingkun in 2021
- Derde plaats op de wereldkampioenschappen (gemengddubbel) met de Amerikaanse Lily Zhang in 2021